# 浩勒图郭勒
浩勒图郭勒，是位于中华人民共和国内蒙古自治区东部的一条内陆河，巴拉格尔郭勒左岸支流。源流称达青宝力格河，发源于赤峰市林西县北端大水菠萝牧场以西的北大山，向东流过大水菠萝牧场总部后转向北，进入锡林郭勒盟西乌珠穆沁旗境内，经浩勒图高勒镇巴彦哈日嘎查、乌日吉勒嘎查、浩勒图高勒苏莫（浩勒图高勒镇政府驻地）、新宝拉格嘎查、巴彦额日和图嘎查等地后，于西乌珠穆沁旗县城巴拉嘎尔高勒镇城区东南约9千米处汇入巴拉格尔郭勒。河长98.5千米，流域面积1295.36平方千米，河道平均必将为2.34‰。